# 20 años de rock & roll en la carretera
20 años de rock & roll en la carretera es un álbum recopilatorio de la banda española de heavy metal Ángeles del Infierno y fue lanzado al mercado en formato de disco compacto por el sello discográfico Warner Music Spain en el año de 2007.

## Publicación y contenido
Al igual que Discografía 1984-1993, este material discográfico se podría considerar como una caja recopilatoria, pues 20 años de rock & roll en la carretera contiene todos los álbumes de estudio de la banda.
Además de los discos grabados en estudio, este compilado incluye material adicional. Entre dichas adiciones se numeran las canciones «Heavy rock» y «Ángel del infierno», el vídeo musical del tema «A cara o cruz» y una entrevista realizada a la agrupación en 1993.

## Lista de canciones
Todos los temas fueron escritos por Juan Gallardo y Robert Álvarez, excepto donde se indique lo contrario.

| Disco uno: Pacto con el diablo |                             |                                  |          |  |
| N.º                            | Título                      | Escritor(es)                     | Duración |  |
| 1.                             | «Maldito sea tu nombre»     | Robert Álvarez                   | 3:42     |  |
| 2.                             | «Rocker»                    | Robert Álvarez                   | 2:52     |  |
| 3.                             | «Unidos por el rock»        |                                  | 3:11     |  |
| 4.                             | «Esclavos de la noche»      |                                  | 3:14     |  |
| 5.                             | «Sombras en la oscuridad»   | Robert Álvarez                   | 5:11     |  |
| 6.                             | «El principio del fin»      |                                  | 3:35     |  |
| 7.                             | «Condenados a vivir»        |                                  | 3:03     |  |
| 8.                             | «Sangre»                    | Gallardo / Álvarez / Manu García | 4:14     |  |
| 9.                             | «No juegues con fuego»      | Robert Álvarez                   | 4:14     |  |
| 10.                            | «Es un pacto con el diablo» | Robert Álvarez                   | 3:06     |  |
| 11.                            | «Heavy rock»                | Robert Álvarez                   | 3:12     |  |
| 12.                            | «Ángel del infierno»        | Robert Álvarez                   | 4:06     |  |
| 44:32                          |                             |                                  |          |  |

| Disco dos: Diabolicca |                                                  |                                               |          |  |
| N.º                   | Título                                           | Escritor(es)                                  | Duración |  |
| 1.                    | «Fuera de la ley»                                |                                               | 3:58     |  |
| 2.                    | «Con las botas puestas» (versión de Iron Maiden) | Bruce Dickinson / Steve Harris / Adrian Smith | 3:38     |  |
| 3.                    | «Dame amor»                                      |                                               | 3:16     |  |
| 4.                    | «Jonkie»                                         |                                               | 3:30     |  |
| 5.                    | «Al otro lado del silencio»                      |                                               | 4:25     |  |
| 6.                    | «Héroes del poder»                               |                                               | 3:08     |  |
| 7.                    | «Vivo o muerto»                                  |                                               | 2:42     |  |
| 8.                    | «Prisionero»                                     |                                               | 4:20     |  |
| 9.                    | «No pares»                                       |                                               | 3:16     |  |
| 10.                   | «Diabolicca»                                     |                                               | 3:24     |  |
| 36:13                 |                                                  |                                               |          |  |

| Disco tres: Joven para morir |                          |                |          |  |
| N.º                          | Título                   | Escritor(es)   | Duración |  |
| 1.                           | «Joven para morir»       |                | 3:23     |  |
| 2.                           | «No quiero vivir sin ti» |                | 3:00     |  |
| 3.                           | «Loco de atar»           |                | 4:13     |  |
| 4.                           | «Lo tomas o lo dejas»    |                | 3:55     |  |
| 5.                           | «Pensando en ti»         |                | 4:45     |  |
| 6.                           | «No te dejes vencer»     |                | 4:03     |  |
| 7.                           | «Todo lo que quiero»     | Robert Álvarez | 3:06     |  |
| 8.                           | «Vive libre»             |                | 3:55     |  |
| 9.                           | «No hay tiempo»          |                | 3:58     |  |
| 10.                          | «Prohibidos cuentos»     |                | 4:05     |  |
| 38:23                        |                          |                |          |  |

| Disco cuatro: 666 |                                                   |                        |          |  |
| N.º               | Título                                            | Escritor(es)           | Duración |  |
| 1.                | «Dando por detrás»                                |                        | 3:15     |  |
| 2.                | «Estamos todos locos (Mama, Weer All Crazee Now)» | Noddy Holder / Jim Lea | 3:14     |  |
| 3.                | «666»                                             |                        | 3:43     |  |
| 4.                | «Si tú no estás aquí»                             |                        | 4:25     |  |
| 5.                | «Hoy por ti, mañana por mi»                       |                        | 2:57     |  |
| 6.                | «Todo marcha bien»                                |                        | 3:42     |  |
| 7.                | «Nada que perder»                                 |                        | 3:46     |  |
| 8.                | «No me cuentes problemas»                         |                        | 3:25     |  |
| 9.                | «Vives en un cuento»                              |                        | 3:56     |  |
| 10.               | «Donde estabas tú»                                |                        | 3:12     |  |
| 35:35             |                                                   |                        |          |  |

| Disco cinco: A cara o cruz |                                                                                           |                   |          |  |
| N.º                        | Título                                                                                    | Escritor(es)      | Duración |  |
| 1.                         | «317»                                                                                     | Robert Álvarez    | 3:56     |  |
| 2.                         | «Las calles de mi barrio»                                                                 |                   | 4:21     |  |
| 3.                         | «A cara o cruz»                                                                           | Robert Álvarez    | 3:36     |  |
| 4.                         | «Rompe con todo esto»                                                                     |                   | 3:57     |  |
| 5.                         | «Jugando al amor»                                                                         |                   | 3:49     |  |
| 6.                         | «Sexo en exceso (introducción)»                                                           | Robert Álvarez    | 0:18     |  |
| 7.                         | «Sexo en exceso»                                                                          | Robert Álvarez    | 2:36     |  |
| 8.                         | «Detrás de las puertas del mal»                                                           |                   | 3:04     |  |
| 9.                         | «Desconocido»                                                                             | Guillermo Pascual | 3:38     |  |
| 10.                        | «En un sueño»                                                                             |                   | 4:42     |  |
| 11.                        | «Chico tal...»                                                                            |                   | 3:36     |  |
| 12.                        | «A cara o cruz» (vídeo musical)                                                           | Robert Álvarez    | 3:36     |  |
| 13.                        | «Entrevista a Juan, Robert y Guille» (con motivo del lanzamiento del álbum A cara o cruz) |                   | 19:34    |  |
| 60:43                      |                                                                                           |                   |          |  |

| Disco seis: Todos somos ángeles |                                |                      |          |  |
| N.º                             | Título                         | Escritor(es)         | Duración |  |
| 1.                              | «Todos somos ángeles, parte 1» | Robert Álvarez       | 2:35     |  |
| 2.                              | «Todos somos ángeles, parte 2» |                      | 2:24     |  |
| 3.                              | «No lo sé»                     |                      | 3;12     |  |
| 4.                              | «Buscando la llave»            |                      | 5:04     |  |
| 5.                              | «Hijos de América»             |                      | 3:45     |  |
| 6.                              | «Un sentimiento de amor»       |                      | 3:01     |  |
| 7.                              | «Cae la noche»                 |                      | 3:42     |  |
| 8.                              | «Shy Boy (Loco por ti)»        |                      | 3:34     |  |
| 9.                              | «El rey»                       | José Alfredo Jiménez | 2:12     |  |
| 10.                             | «Misterios»                    |                      | 3:06     |  |
| 11.                             | «Yo sé que tú estás aquí»      |                      | 4:19     |  |
| 36:57                           |                                |                      |          |  |

## Créditos

### Ángeles del Infierno
- Juan Gallardo — voz
- Robert Álvarez — guitarra líder
- Manu García — guitarra rítmica (en los discos uno, dos, tres y cuatro)
- Guillermo Pascual — guitarra rítmica y teclados (en los discos cinco y seis)
- Santi Rubio — bajo (excepto en el disco seis)
- Gustavo Santana — bajo, guitarra rítmica y coros (en el disco seis)
- Iñaki Munita — batería y percusiones (en los discos uno, dos y tres)
- José Sánchez — batería y percusiones (en el disco cuatro)
- Toni Montalvo — batería y percusiones (en el disco cinco)
- Rafael Delgado — batería y percusiones (en el disco seis)

### Productores
- Claxon PRD
- Mark Dearnley
- Stephan Galfas